# NGC 4650A
NGC 4650A هي مجرة حلقية-قطبية ومجرة محدبة تقع في كوكبة قنطورس. لا ينبغي الخلط بينها وبين المجرة الحلزونية NGC 4650، التي تشترك تقريبا في نفس المسافة الإشعاعية مثل NGC 4650A. المسافة الحقيقية بين المجرتين هي فقط حوالي 6 أضعاف نصف قطرها البصري من NGC 4650.

## وصلات خارجية
- NGC 4650A على موقع ويكي سكاي: DSS2, SDSS, GALEX, IRAS, Hydrogen α, X-Ray, Astrophoto, Sky Map, Articles and images